# Lotta tra Amore e Castità
La Lotta tra Amore e Castità è un dipinto tempera su tela (160x191 cm) di Pietro Perugino, datato 1503 e conservato nel Museo del Louvre a Parigi. Fu originariamente dipinta per lo studiolo di Isabella d'Este nel Castello di San Giorgio a Mantova.

## Storia
Il dipinto fu il terzo ad essere commissionato da Isabella d'Este per il suo studiolo, dopo le due tele di Mantegna, il Parnaso e il Trionfo della Virtù, rispettivamente del 1497 e del 1499-1502.
Il soggetto venne fornito forse dal poeta e consigliere di Isabella Paride da Ceresara e ne resta una corposa documentazione tramite la fitta corrispondenza tra Isabella e il Perugino, attivo allora alla bottega di Firenze. Il tema letterario, specificato in tutte le parti, era incluso nel contratto notarile e comprendeva un disegno su cui il pittore doveva basarsi. Il pittore poteva omettere qualche episodio secondario nel dettagliatissimo programma, ma gli era assolutamente proibito di aggiungere figure di sua invenzione o di fare modifiche: quando dipinse una Venere nuda anziché vestita la marchesa, tramite i suoi consulenti che continuamente visitavano lo studio dell'artista, protestò vigorosamente.
Nel 1505, alla consegna del dipinto, Isabella non ne rimase pienamente soddisfatta: disse che le sarebbe piaciuto di più se fosse stato a olio, quando invece era stato fatto a tempera su sue esplicite istruzioni per seguire lo stile di Mantegna. Inoltre il pittore si era trovato probabilmente a disagio nel dipingere la composizione di contenuto intimista piuttosto che un'opera di grande formato come al suo solito. La composizione risulta infatti un po' farraginosa, carente nel disegno rispetto ai precedenti di Mantegna. Il tutto fruttò a Perugino la non alta cifra di 100 ducati.
Il dipinto venne regalato, con tutti gli altri dello studiolo, da Carlo I Nevers al cardinale Richelieu, venendo trasferito a Parigi. Qui seguì le vicende di molte collezioni artistiche di pregio, finendo nel patrimonio statale e poi al nascente Museo del Louvre.

## Descrizione e stile
In un dolce paesaggio tipico del pittore umbro, con basse colline che digradano sfumando verso l'orizzonte, si svolge la lotta tra le figure simboliche dell'Amore e della castità, un tema che si connette da vicino con le altre tele dello studiolo. Tra i numerosi personaggi mitologici si riconoscono Minerva, Diana, la Venere celeste, Anteros, ninfe, fauni, satiri e amorini. Nello sfondo sono rappresentati vari episodi mitologici legati alla vittoria della Castità sull'Amore carnale: Apollo e Dafne, Giove ed Europa, Mercurio e Glaucera, Polifemo e Galatea, Plutone e Proserpina e Nettuno con la ninfa che diventa cornacchia.